# Reinier de la Haye

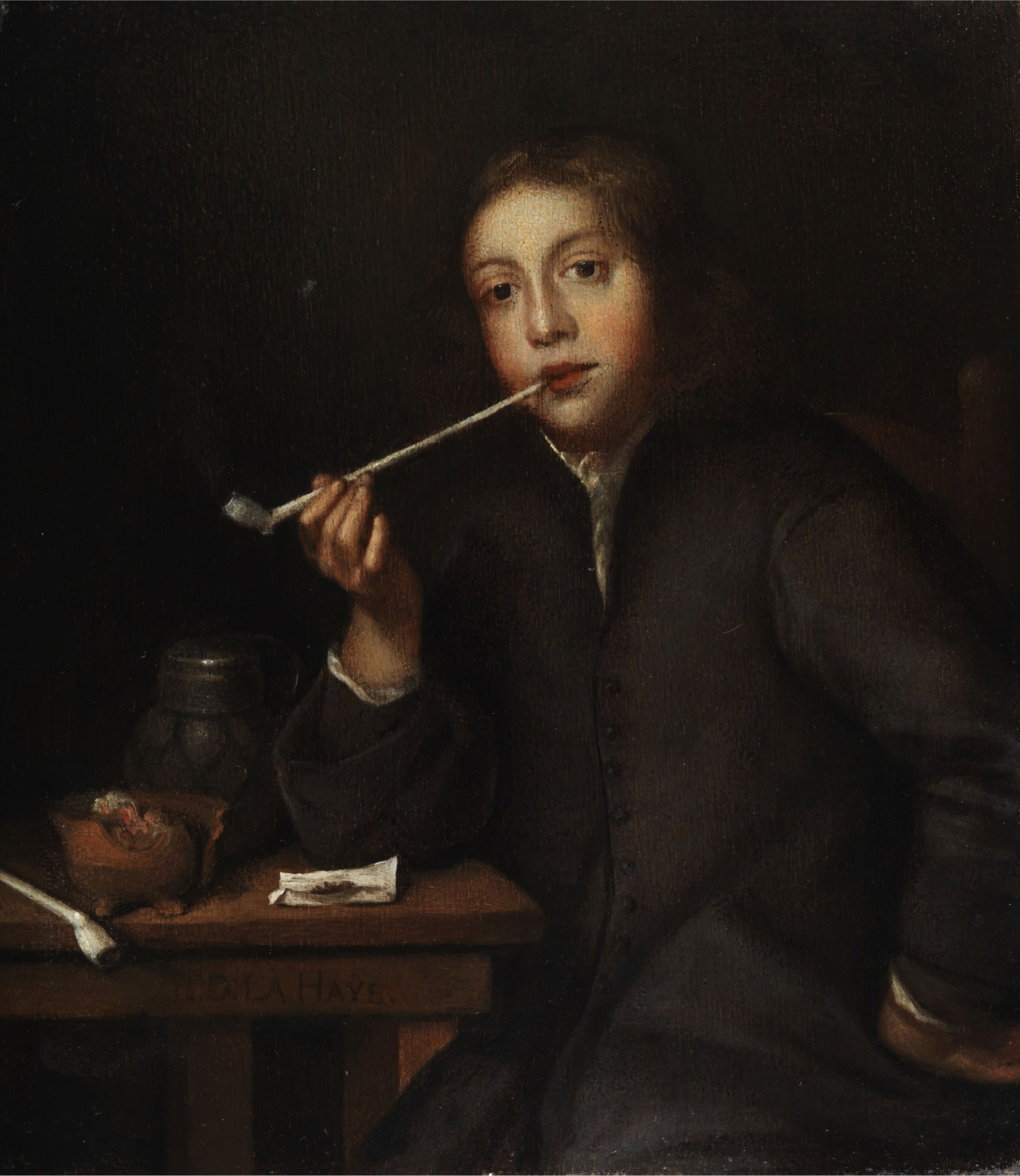
Portret chłopca z fajką

Reinier de la Haye (ur. ok. 1640 prawdopodobnie w Hadze, zm. po 1695 w Rotterdamie lub Utrechcie) – holenderski malarz.
Młodość spędził w Hadze, gdzie około 1660 wzmiankowany był jako uczeń miejscowego portrecisty Adriaena Hannemanna. W 1669 był członkiem gildii św. Łukasza w Utrechcie, a w 1672 w Antwerpii. Ostatni jego obraz pochodzi z 1695 roku.
Haye malował portrety, sceny rodzajowe i sporadycznie martwe natury. Najczęściej przedstawiał bogatych mieszczan we wnętrzach, koncentrując się na przedstawieniu bogatego stroju. Jego prace były często mylone z dziełami Caspara Netschera, Fransa van Mierisa i Gerarda ter Borcha.
W Muzeum Narodowym w Warszawie znajduje się obraz Koncert, jedno z nielicznych, sygnowanych dzieł artysty.